# 자연선택
자연선택(自然選擇, 영어: natural selection)이란 특수한 환경 하에서 생존에 적합한 형질을 지닌 개체군이, 그 환경 하에서 생존에 부적합한 형질을 지닌 개체군에 비해 '생존'과 '번식'에서 이익을 본다는 이론이다. 자연도태(自然淘汰)라고도 한다. 이 이론은 진화 메커니즘의 핵심이다. ‘자연선택’이라는 용어는 ‘인공선택’(artificial selection)과 비교를 하려고 했던, 찰스 다윈에 의해 일반화되었으며, 그의 인공선택이라는 용어는 현재는 품종개량(selective breeding)으로 더 흔하게 사용되고 있다. 인공선택의 주체가 인간의 목적이라면, 자연선택은 개체군의 변이가 주체가 된다. 모든 유기체의 개체군 내에는 변종이 존재하고 있다.

## 연구사
자연선택은 찰스 다윈과 알프레드 러셀 월리스가 1858년 처음으로 각각 동시에 제기하였다. 다윈은 이를, 같은 종이라도 다른 격리된 환경에 적응하면서 개체변이가 생기는데, 이러한 변이 중 생존에 유리한 변이가 살아남고, 이러한 변이가 생존경쟁과 자연선택이 일어나는 과정에서 후대로 전해져서 진화가 일어난다고 설명하였다. 다만 이러한 다윈의 주장은 개체변이는 유전되지 않는다는 점에서 비판을 받았다.

## 관찰 가능한 사례
자연선택이 일어나는 관찰 가능한 사례로는 공업암화현상이 있다. 1850년 산업 혁명으로 영국에서는 산업화가 진행되었는데, 이는 회색가지나방의 수에 영향을 주었다. 회색가지나방은 크게 회색과 흰색이 있는데, 공업화의 진행으로 주위환경이 어두워짐에 따라 눈에 잘 띄는 흰색 나방보다는 회색 나방이 살아남을 가능성이 높아진 것이다. 반대로 시골지역에서는 흰색 나방의 생존율이 더 높았다.
실제로 자연 선택은 자연계에서 다수 관찰이 되는 원리로서, 변이의 존재 하에 대장균의 장기간 진화 실험 등 실험을 통해서도 재현이 가능한 부분이다.

## 메커니즘

### 유전성 변이, 차별적 번식

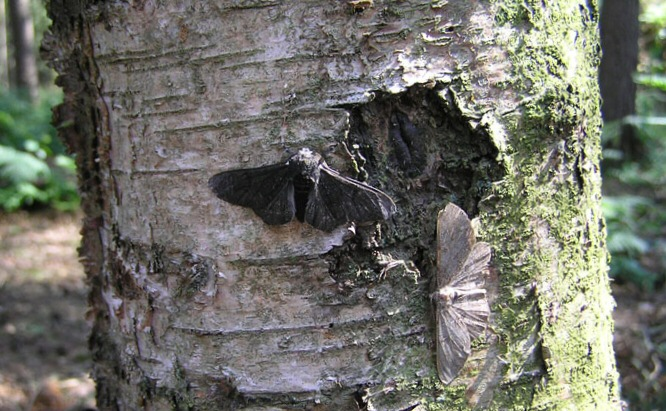
산업 혁명 기간 동안, 오염은 다수의 지의류를 죽여 나무 줄기를 검게 만들었다. 회색가지나방의 검은 개체가 일반적인 밝은 개체를 대체하였다. 나방은 시각으로 사냥하는 새에 의해 포식되므로, 색의 변하는 변화된 환경에 대하여 더 나은 카무플라주을 제공하였고, 실제로 작동하는 자연 선택을 나타내었다.

자연적 변이는 어떠한 유기체 집단의 개체에서도 발생한다. 몇몇 특징은 개체의 생존과 번식 기회를 늘려 번식률이 향상된다. 이는 그 개체가 더 많은 자손을 남긴다는 것을 의미한다. 개체에게 번식에서의 이점을 제공하는 그러한 특성이 유전될 수 있다면, 즉, 부모에게서 자손에게로 전달된다면, 다음 세대에서의 빠른 토끼의 비율이 상승하는 등의 차별적 번식이 발생한다. 번식에서의 이점이 아주 미미하더라도 세대가 지나는 동안 유전될 수 있는 유리한 특성은 집단에서 지배적인 특성이 된다. 이러한 방법으로 유기체의 자연 환경은 번식에서의 이점을 제공하는 특성을 선택하며, 다윈이 설명했듯이 진화적 변화를 초래한다. 마치 목적을 갖은 것처럼 보이지만 자연 선택에서는 의도된 선택은 없다. 인공 선택은 목적을 갖는 반면, 생물학자들이 종종 자연 선택을 설명하기 위해 목적론적인 언어를 사용하지만 자연 선택에는 분명한 목적이 없다.
영국에서 회색가지나방은 밝은 색 개체와 어두운 색 개체가 둘 다 서식하지만, 산업 혁명 기간 동안에는 나방이 휴식을 취하는 많은 나무가 그을음으로 색이 어두워졌으며, 어두운 색의 나방에게 포식자로부터 은폐하는 경우에서 이점을 제공하였다. 이러한 환경은 어두운 색 나방에게 더 많은 생존 기회를 제공하여 어두운 색의 자손을 생산하였으며, 어두운 색의 나방이 잡힌 지 50년만에 공업 지역인 맨체스터에 서식하는 대부분의 나방이 어두운 색이 되었다. 1956년 청정대기법으로 균형이 뒤집혀, 어두운 색의 나방은 다시 희귀해졌으며, 나방의 진화에 자연 선택이 미친 영향을 증명하였다.

### 적응도(세대간 유전)
적응도(fitness)란 개념은 자연 선택에서 중심적인 개념이다. 넓은 의미에서, 더 "적합한" 개체는, 잘 알려진 문구인 적자생존과 같이, 생존을 위한 더 나은 잠재력을 가지고 있으나, 이 용어의 정확한 의미는 더욱 미묘하다. 현대적인 진화 이론은 적응도를 유기체가 얼마나 오래 사는지로 적응도를 정의하지 않고 얼마나 번식에서 성공적이었는지로 정의한다. 한 유기체가 그 종의 다른 개체보다 절반 동안만 살았더라도 성체까지 생존한 자손을 두 배로 낳았다면 그 개체의 유전자는 다음 세대의 성체 무리에서 더욱 많아진다. 자연 선택은 개체에서 작동하지만 우연의 효과는 적응도는 한 집단 안의 개체들에 대하여 "평균적으로" 정의될 뿐이라는 것을 의미한다. 특정한 유전자형의 적응도는 그 유전자형을 가진 모든 개체에 대한 평균적인 효과와 일치한다.

### 경쟁
생물학에서 경쟁(Competition)은 한 유기체의 적응도가 다른 유기체의 출현으로 낮아지는 유기체 간의 상호 작용이다. 이는 두 종류의 유기체 둘 다 먹이, 물, 영역과 같은 제한된 자원의 공급에 의지하는 것에서 비롯된다. 경쟁은 종 안에서 또는 종 간에 나타날 수 있으며, 직접적일 수도 간접적일 수도 있다. 경쟁에 덜 적합한 종은 이론적으로는 적응하거나 멸종하여야 하지만 룸 투 롬(room to roam) 이론에 따르면 더 큰 계통군 사이에서 경쟁은 확장보다 보다 덜 중요하다.
경쟁은 로버트 맥아서와 E. O. 윌슨의 섬생물지리학 저작에 기반한 r/K 선택 이론으로 모형화되어 있다. 이 이론에서 선택압은 정형화된 r-선택 또는 K-선택이라는 두 방향에서 하나의 방향으로 진화를 이끈다. 용어 r과 K는 개체군 역학의 로지스틱 방정식으로 예시될 수 있다.
{\displaystyle {\frac {dN}{dt}}=rN\left(1-{\frac {N}{K}}\right)\qquad \!}
방정식에서 r은 군집(N)의 성장률이며, K는 집단이 서식하는 지역 환경의 환경 용량이다. r선택종은 빈 생태적 지위를 활용하여 각각은 상대적으로 성체까지 살아남을 확률이 낮은 많은 자손을 낳는다. K-선택종은 밀집된 생태적 지위에서 강력한 경쟁자며, 성체까지 살아남을 확률이 상대적으로 높은 적은 자손에 투자한다.

### 성선택
다윈이 (공작 꼬리의 예를 들어) 처음으로 주창한 성 선택은 특별히 배우자를 차지하기 위한 경쟁을 말한다. 성 선택은 같은 성을 가진 개체 간에 발생할 수도 있고, 한 성이 배우자를 선택하여 발생할 수도 있다. 대부분의 경우에는 수컷이 구애하고 암컷이 선택하지만, 실고기과의 일부 물고기에서와 같이 몇몇 종에서는 배우자 선택을 주로 수컷이 하는 경우도 있다.
표현형적 특성은 한 쪽 성에서 나타나고, 다른 한 쪽 성에서 선호될 수 있으며, 이는 줄달음 이론(Fisherian runaway)으로 불리는 양성 피드백을 야기한다. 공작과 같은 수컷 새의 화려한 꼬리가 그 예이다. 1930년에 로널드 피셔가 제시한 대안 이론은 섹시한 아들 가설(sexy son hypothesis)로 어머니는 문란한 아들을 통해서 많은 수의 자손을 얻길 원하므로, 새끼를 위하여 문란한 아버지를 선택한다고 주장한다.  동성 간의 공격은 수사슴의 뿔과 같은 매우 독특한 특징과 연관된다. 수사슴의 뿔은 다른 수사슴과의 싸움에서 사용된다. 더욱 일반적으로 동성 내의 선택은 종종 성적 이형성과 관련된다. 성적 이형성은 한 종에서 수컷과 암컷 사이에 발생하는 몸집의 차이를 포함한다.

## 선택의 단위
집단(종)선택(group selection) < 개체선택(individual selection) < 유전자 선택(genic selection)
선택의 단위는 유전자 선택이 보다 강력한 것으로 보고되고있다. 이는 유전자 풀(gene pool)에 기여하는 적합도와 관련 있다.

## 현대진화학
현대의 진화학에서는 돌연변이 및 유전자 재조합 이론등으로 돌연변이의 축적 및 교잡 ·격리로 생긴 유전자 변이가 자연선택에 의해 진화의 가능성을 준다는 점뿐만아니라 유전적 다양성에서 보여지는 유전적 형질의 증가 및 안정을 추가하여 설명한다.
현대의 진화학에서는 유전적 다양성, 즉 유전정보의 증가를 돌연변이와 유전자 이동, 유전자 부동, 자연선택의 진화를 가능하게 하는 4가지 힘을 통해 이루어지는 것을 설명하고 있으며, 이것은 자연적으로 관찰되는 사례가 많고, 초파리나 박테리아등의 실험실 생물체의 경우에도 관찰된다.
또한 자연선택으로 인해 도태될 수 있는 형질들이 이주를 통해 새로운 유전자풀을 형성하거나 (창시자 효과) , 열성형질의 경우 이형접합자가 되어 생존할 수 있는 것도 확인됨으로써, 진화의 방향성에 대한 연구가 활발하게 이루어지고 있다. 유전적 부동에 의한 개체군 빈도 변화 역시 자연선택과 직접 연관이 되어 나타나기도 하며, 극한의 환경에서 진화의 속도가 갑자기 빨라지는 현상과 같은 예를 들 수 있다.

## 같이 보기
- 현대 진화 이론
- 최적성 모델
- 게임이론
- 의사소통